# 金沙遗址
金沙遗址是位于中国四川省成都市城西青羊区苏坡乡金沙村的一处于2001年2月首次发现的青铜器时代遗址，位于摸底河沿岸，面积超过5平方公里，是全国重点文物保护单位之一。距离三星堆遗址50公里，该文化所处年代约在公元前1250年至公元前650年，在前1000年时较为繁荣。金沙文化和三星堆文化的文物有相似性，但是没有城墙，约等于三星堆文化的最后一期，代表了古蜀的一次政治中心转移。2002年12月27日公佈為四川省第六批省級文物保護單位。2006年5月25日列為第六批全國重點文物保護單位。目前金沙遗址正联合三星堆遗址申请成为世界遗产。
2007年，建立了金沙遗址博物馆。

## 发掘情况
金沙遗址位于成都市青羊区苏坡乡金沙村（现为成都市青羊区金沙街道），是在2001年2月开挖蜀风花园大街工地时首先发现的。2007年在金沙遗址原址建成金沙遗址博物馆，展出遗址祭祀区现场，及文物。 

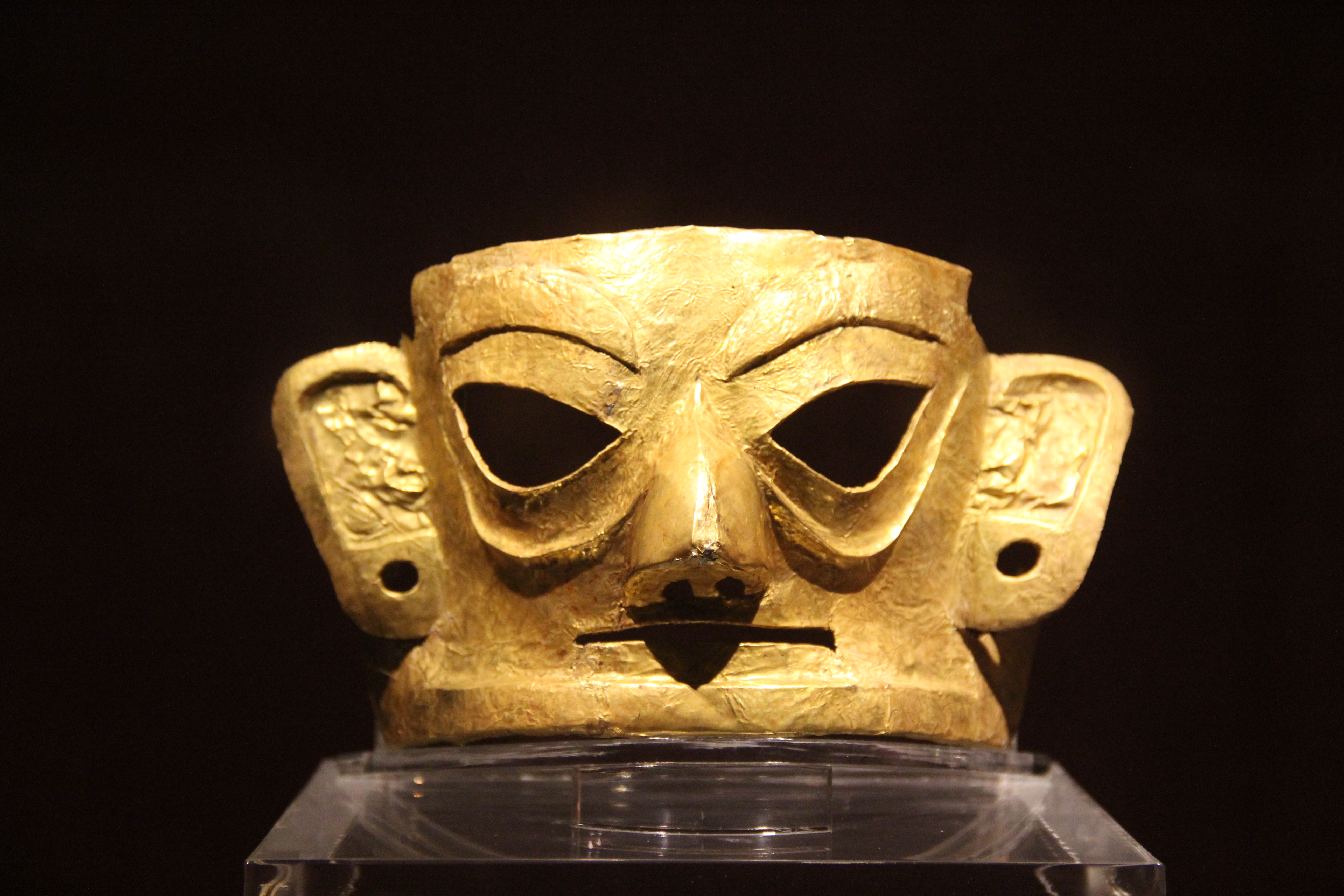
商周大金面具

## 文物
遗址所清理出的珍贵文物多达千余件，包括：金器30余件、玉器和铜器各400余件、石器170件、象牙器40余件，出土象牙总重量近一吨，此外还有大量的陶器出土。从文物时代看，绝大部分约为商代（约公元前18世纪后期－公元前12世纪末期）晚期和西周（约公元前1046－公元前771年）早期，少部分为春秋时期（公元前722年－公元前481年）。而且，随着发掘的进展，不排除还有重大发现的可能。

### 金器

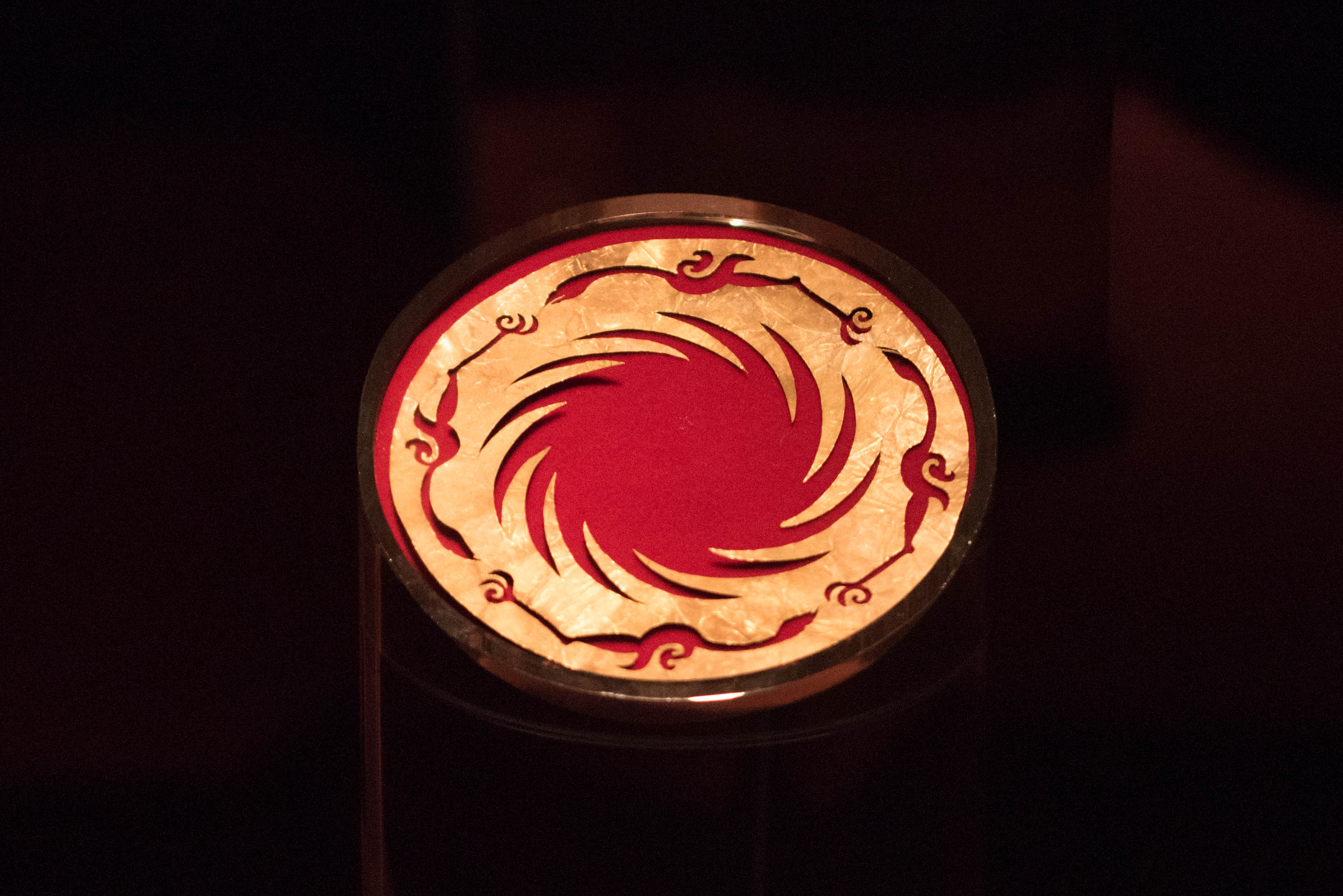
太阳神鸟金箔片——金沙遗址博物馆镇馆之宝

在出土的金器中，有商周大金面具、鱼纹金带、太阳神鸟金箔、蛙型金箔、喇叭形金器、盒型金器等30多件，其中大金面具与广汉三星堆的青铜面具在造型风格上基本一致。大金面具、太阳神鸟金饰与十节玉琮被称为金沙遗址博物馆镇馆之宝。
太阳神鸟金饰为直径125毫米、厚0.2毫米的圆形金箔，分为内外两层，内层为52.9毫米的12条镂空顺时针旋转的弧形光芒，象征着太阳，外侧为4只镂空的鸟型纹饰，象征着“金乌负日”。金带中刻有箭穿鱼鸟的纹饰，与三星堆出土的金杖上的纹饰十分相似，有学者认为这代表的是古蜀国传说中的王“鱼凫”。

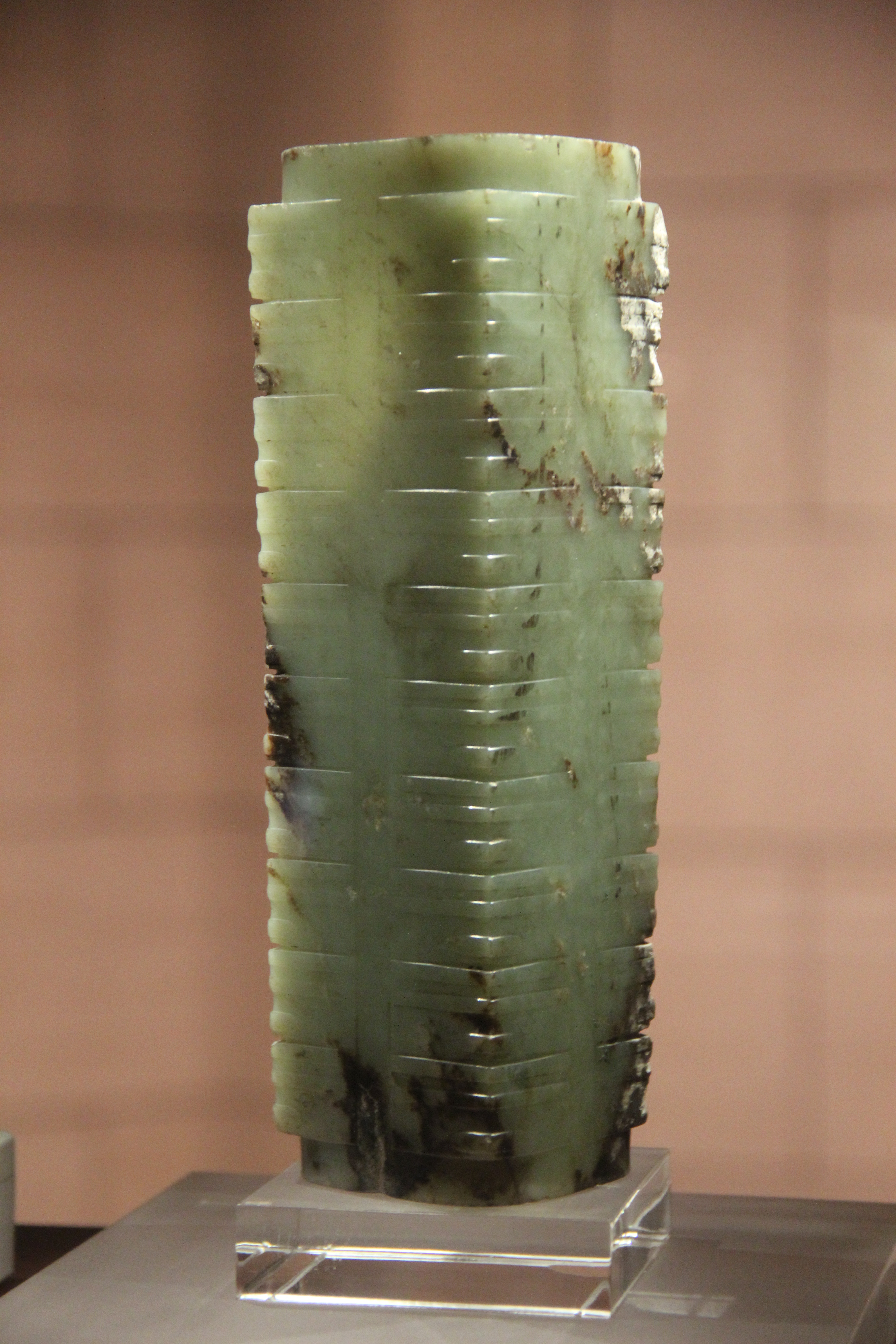
十节玉琮

### 玉器

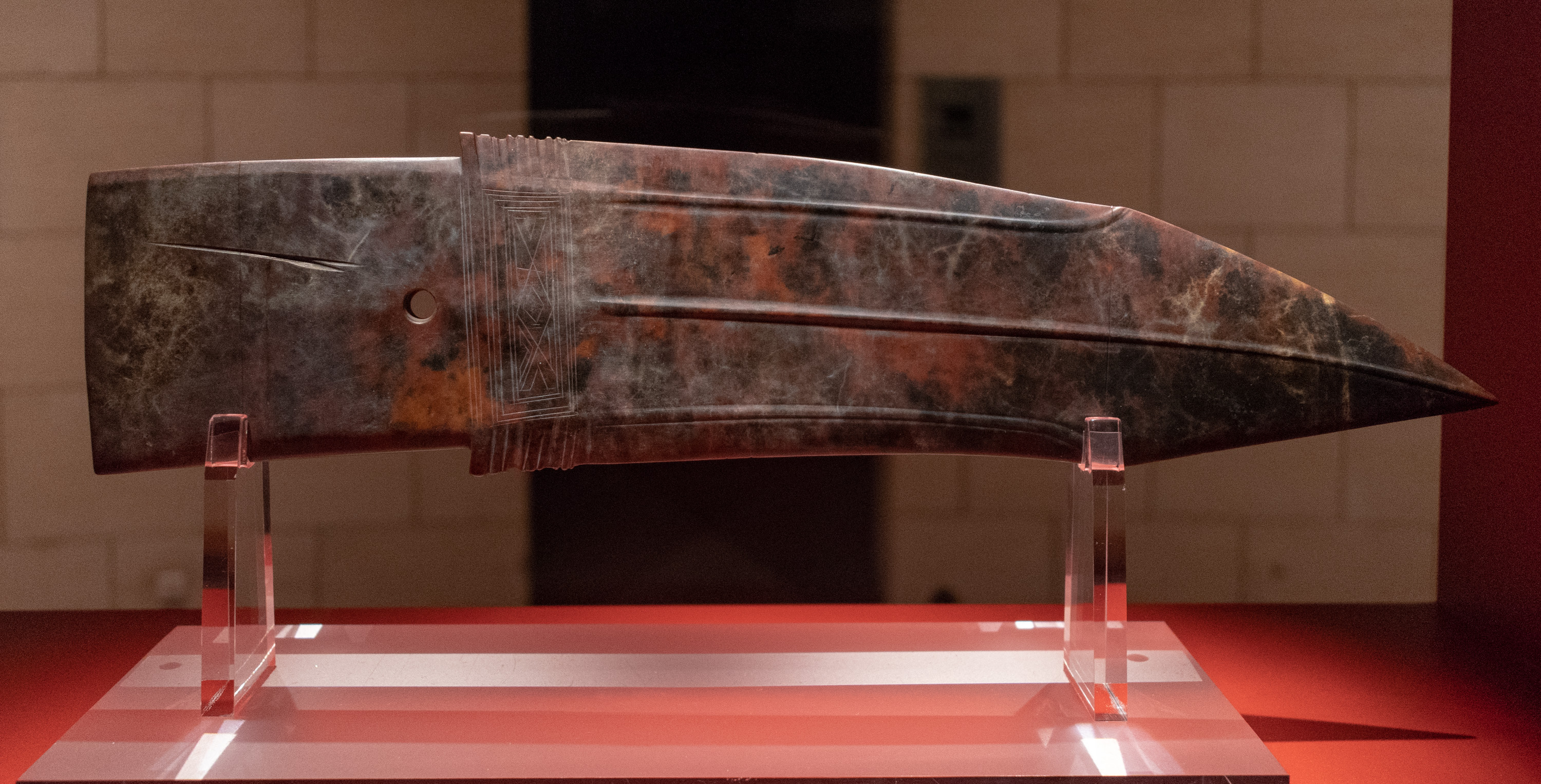
玉戈，长42.6厘米，宽10.43厘米，厚0.9厘米

出土的玉器种类繁多，且十分精美，其中最大的一件是高约22厘米的十节玉琮，颜色为翡翠绿，雕工极其精细，表面有细若发丝的微刻花纹和一人形图案，堪称国宝，其造型风格与良渚文化的完全一致，经专家鉴定，其历史比金沙遗址的历史还要长1000余年。

### 铜器
出土的400多件青铜器主要以小型器物为主，有青铜立人、铜虎、铜铃、铜璧、铜立鸟等，其中铜立人像与三星堆出土的青铜立人像相差无几。

### 石器

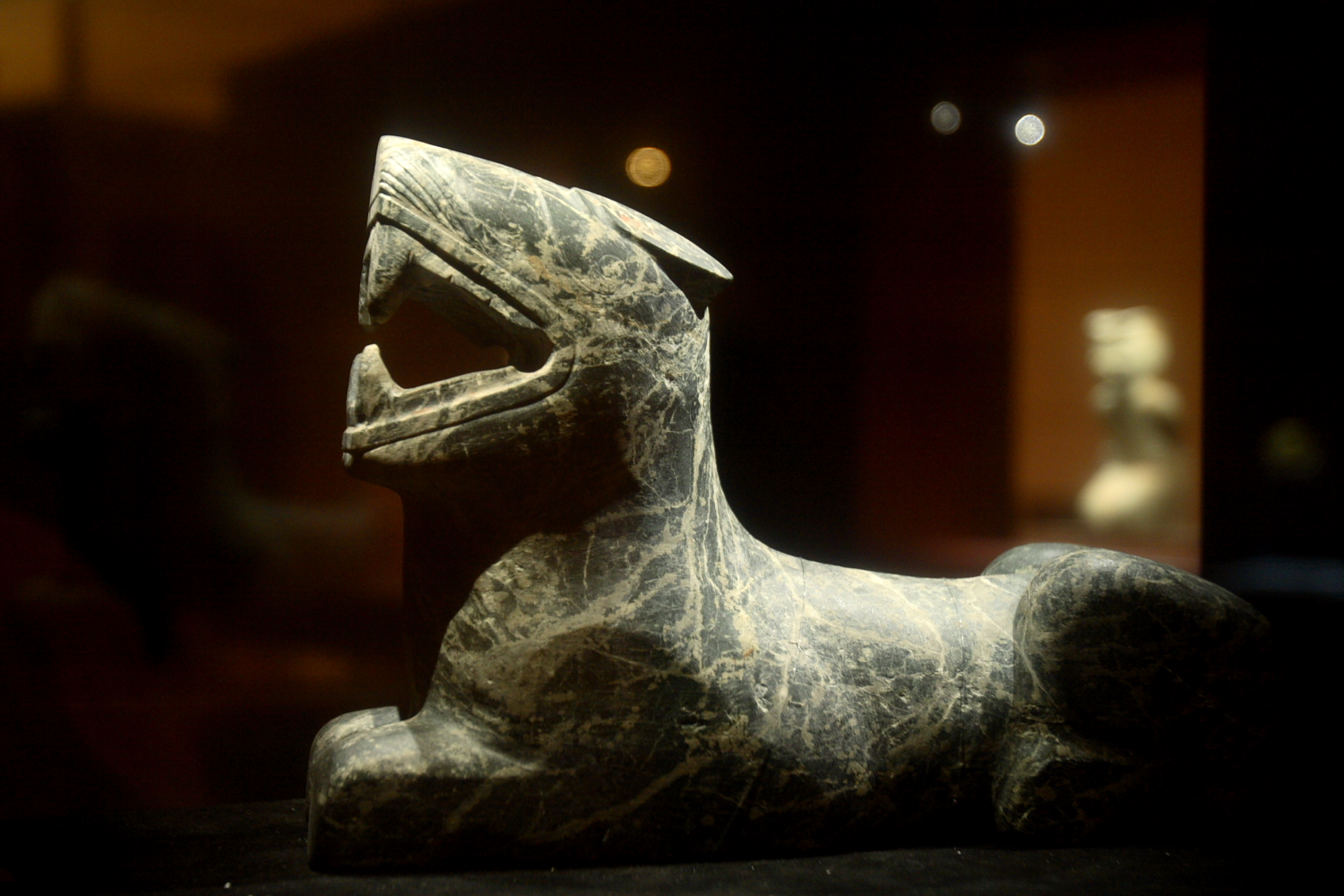
石虎

出土的石器有170件，包括石人、石虎、石蛇、石龟等，是四川迄今发现的年代最早、最精美的石器。其中的跪坐人像造型栩栩如生，专家认为，极可能是当时贵族的奴隶或战俘，这表明当时的蜀国已比较强大。石器中的石虎造型古朴生动。

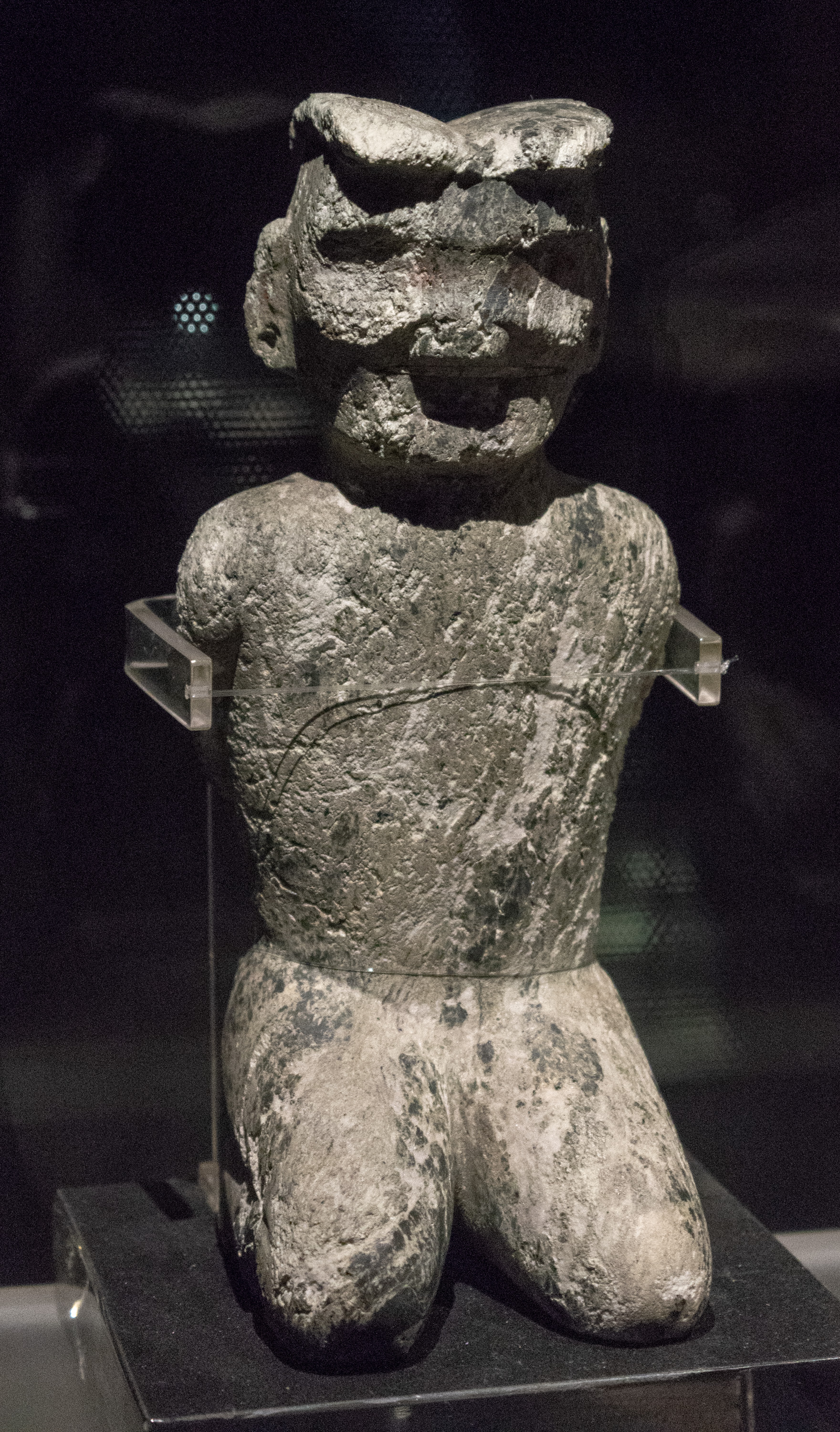
石跪坐人像

### 其他文物
出土的其他文物包括大量的象牙、野猪獠牙、鹿角、陶器以及木器。

## 文物价值

太阳神鸟金箔图案

金沙遗址的发掘，对研究古蜀具有重要意义，能够改写成都历史和四川古代史。之前成都有文字可考的建城历史最早可追溯到张仪筑成都城的战国晚期。分析金沙遗址的出土文物，很多都是有特殊用途的礼器，应为当时成都平原最高统治阶层的遗物。这些遗物在风格上既与三星堆文物相似，也存在某种差异，表明该遗址与三星堆有着较为密切的渊源关系。
金沙遗址的性质，目前推测有可能属于祭祀遗迹，但由于出土了大量玉、石器半成品和原料，不排除存在作坊遗迹的可能。不过，从出土的大量珍贵文物和周围的大型建筑、重要遗存来看，蜀风花园所在区域很可能是成都地区的政治、文化中心。而遗址出土的玉戈、玉瑗表明，金沙文化与黄河流域文化和长江下游的良渚文化有联系。
金沙遗址出土的太阳神鸟金饰现已采用为“中国文化遗产标志”，也是成都市的非正式市徽、四川大学锦城学院院徽的一部分。